# Horní Vltavice
Horní Vltavice (en allemand : Ober Moldau) est une commune du district de Prachatice, dans la région de Bohême-du-Sud, en République tchèque. Sa population s'élevait à 354 habitants en 2023.

## Géographie
Horní Vltavice est arrosée par la Vltava et se trouve à 19 km à l'ouest-sud-ouest de Prachatice, à 53 km à l'ouest de České Budějovice et à 134 km au sud-sud-ouest de Prague.

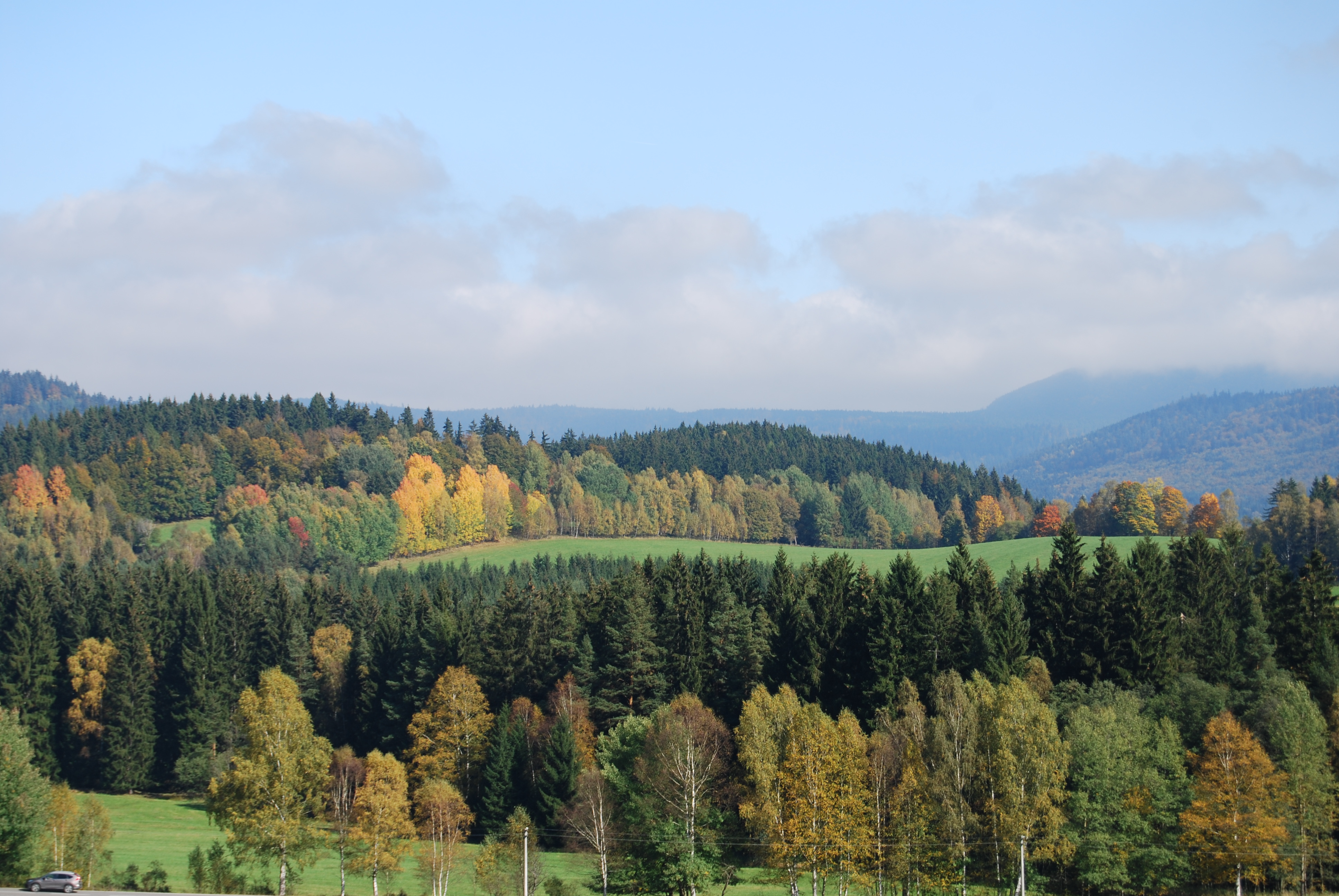
Ormes du quartier de Slatina.
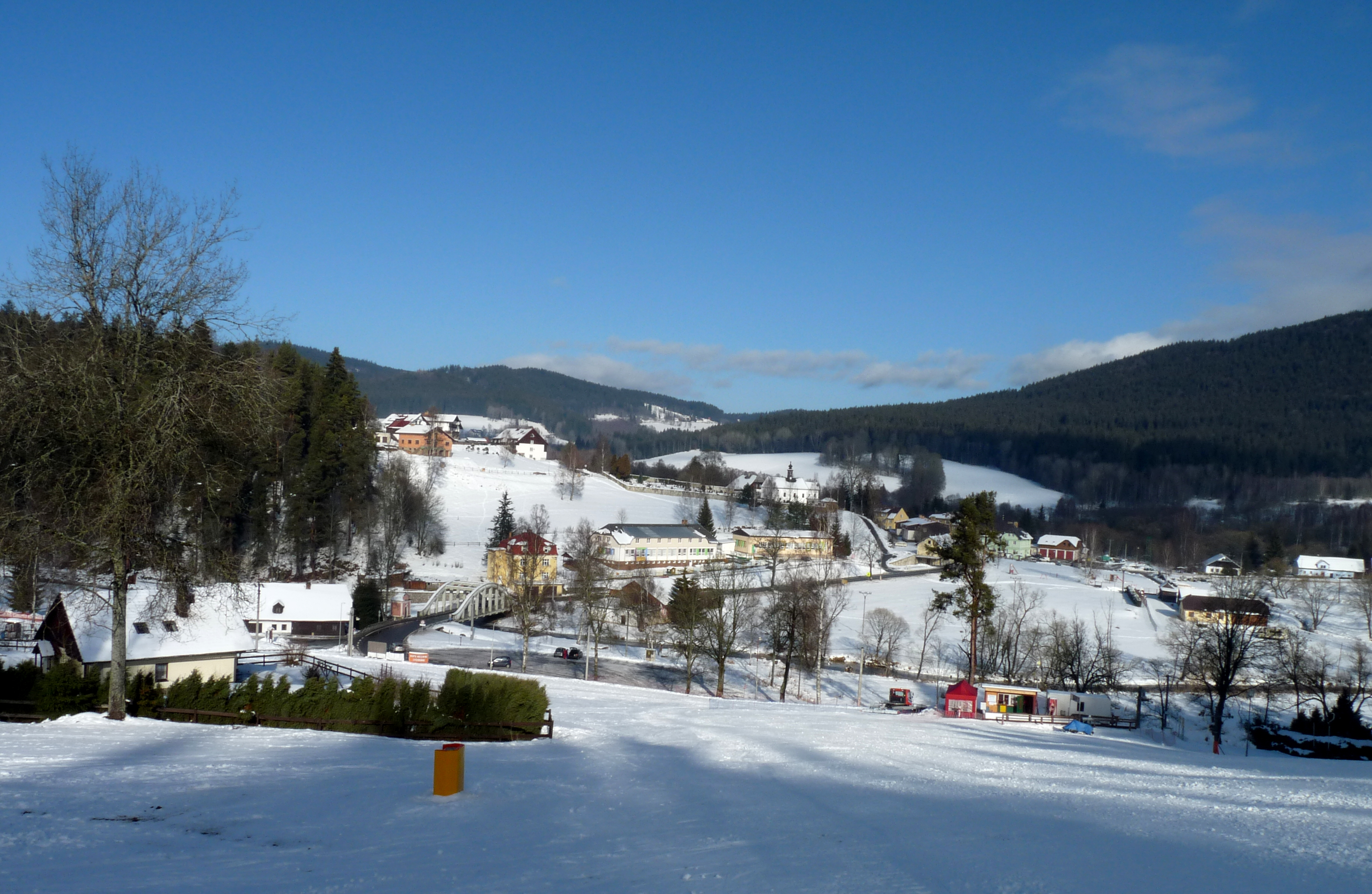
Pistes de ski.

La commune est limitée par Vimperk, Kubova Huť et Buk au nord, par Volary à l'est, par Lenora au sud-est, par Strážný au sud-ouest, et par Borová Lada à l'ouest.

## Histoire
La première mention écrite du village date de 1359.

## Administration
La commune se compose de six sections :
- Březová Lada
- Horní Vltavice
- Polka
- Račí
- Slatina
- Žlíbky

## Transports
Par la route, Horní Vltavice se trouve à 33 km de Prachatice, à 72 km de Ceské Budejovice et à 160 km de Prague.